# 별난 행운 인생대역전
《별난 행운 인생대역전》은 대한민국의 텔레비전 채널 SBS TV에 방송된 교양 프로그램이다.
2002년 가을 개편 때 부터 인생대역전이라는 타이틀로 변경이 되었다.

## 방송 시간
| 방송 기간                          | 방송 시간                            |
| ---------------------------------- | ------------------------------------ |
| 2000년 10월 21일 ~ 2001년 4월 21일 | 매주 토요일 밤 11시 50분 ~ 12시 50분 |
| 2001년 5월 2일 ~ 2002년 1월 16일   | 매주 수요일 저녁 7시 15분 ~ 8시      |
| 2002년 1월 23일 ~ 2003년 5월 7일   | 매주 수요일 저녁 7시 5분 ~ 8시       |

## 역대 진행자
- 1회~2회 임성훈
- 1회~15회 조형기, 양승연
- 6회~15회 윤은기
- 6회~98회 배기완

## 에피소드 목록

### 2000년
| 회차 | 방송일    | 제목                                     | 비고 |
| ---- | --------- | ---------------------------------------- | ---- |
| 1    | 10월 21일 | 별난 행운 당첨, 당첨 또 당첨!            |      |
| 1    | 10월 21일 | 이렇게 날렸습니다 20만원 때문에…         |      |
| 1    | 10월 21일 | 인생 대역전 매일 333만원을 버는 여자     |      |
| 2    | 10월 28일 | 과천의 나폴레옹                          |      |
| 2    | 10월 28일 | 충주의 산삼 남녀 세상에서 가장 귀한 산삼 |      |
| 2    | 10월 28일 | 세상밖으로 뛰고 또 뛰어라                |      |
| 3    | 11월 4일  | 목포수협 36년만의 기록                   |      |
| 3    | 11월 4일  | 이름이 운명을 바꾼 남자                  |      |
| 3    | 11월 4일  | 돌주먹 미용사                            |      |
| 4    | 11월 11일 | 확률은 이천오백만분의 일                 |      |
| 4    | 11월 11일 | 장미와 족발                              |      |
| 4    | 11월 11일 | 성냥개비라 불리는 사나이                 |      |
| 5    | 11월 18일 | 단돈 이만오천원의 광고 전략              |      |
| 5    | 11월 18일 | 마지막 협상                              |      |
| 5    | 11월 18일 | 뉴스속에 대박이 있다?                    |      |
| 6    | 11월 25일 | 이웃사촌? 이웃사촌!                      |      |
| 6    | 11월 25일 | 1500만원 vs 1050만원                     |      |
| 6    | 11월 25일 | 광택 이박사가 빛나는 이유                |      |
| 7    | 12월 2일  | 1억 5천만원의 주인은?                    |      |
| 7    | 12월 2일  | 창업자금, 단돈 4만원                     |      |
| 7    | 12월 2일  | 두려움 없는 사랑?!                       |      |
| 8    | 12월 9일  | 실패를 팔아 성공을 건진 사나이           |      |
| 8    | 12월 9일  | 전망좋은 집                              |      |
| 8    | 12월 9일  | 배달부는 두번 울지 않는다                |      |
| 9    | 12월 16일 | 내가 삶을 포기하지 않는 이유             |      |
| 9    | 12월 16일 | 내 전생의 연인                           |      |
| 9    | 12월 16일 | 23살의 최고 경영자                       |      |
| 10   | 12월 23일 | 위기의 엄마 기회를 잡다                  |      |
| 10   | 12월 23일 | 거절할줄 모르는 남자                     |      |
| 10   | 12월 23일 | 춤추는 벤처 사장님                       |      |

### 2001년
| 회차 | 방송일    | 제목                                             | 비고 |
| ---- | --------- | ------------------------------------------------ | ---- |
| 11   | 1월 6일   | 대바늘로 홈런 친 사나이                          |      |
| 11   | 1월 6일   | 배기완의 별난 행운 속으로 5백원의 기적           |      |
| 11   | 1월 6일   | 밥퍼주는 풍년아줌마                              |      |
| 12   | 1월 13일  | 날으는 호떡맨                                    |      |
| 12   | 1월 13일  | 배기완의 별난 행운 속으로 덜렁맨의 새옹지마      |      |
| 12   | 1월 13일  | 닷컴으로 간 고물장수                             |      |
| 13   | 1월 20일  | 돈키호테 아줌마의 한판승                         |      |
| 13   | 1월 20일  | 배기완의 별난 행운 속으로 박춘섭 씨의 겨울이야기 |      |
| 13   | 1월 20일  | 남자의 변신은 무죄                               |      |
| 14   | 1월 27일  | 비누 한장이 바꾼 인생                            |      |
| 14   | 1월 27일  | 배기완의 별난 행운 속으로 한겨울밤의 꿈          |      |
| 14   | 1월 27일  | 수줍은 소년의 아주 특별한 변신                   |      |
| 15   | 2월 3일   | 성공은 정보를 타고                               |      |
| 15   | 2월 3일   | 배기완의 별난 행운 속으로 해결사의 최후          |      |
| 15   | 2월 3일   | 세상의 절반을 포기한 남자                        |      |
| 16   | 2월 10일  | 때밀이계의 고수                                  |      |
| 16   | 2월 10일  | 매일 뺨맞는 남자                                 |      |
| 16   | 2월 10일  | 날아라 피자                                      |      |
| 17   | 2월 17일  | 노는 물에서 닷컴을 건지다                        |      |
| 17   | 2월 17일  | 물고기왕자 월척을 낚다                           |      |
| 17   | 2월 17일  | 주용필의 그림자 인생                             |      |
| 18   | 2월 24일  | 인도를 파는 남자                                 |      |
| 18   | 2월 24일  | 형제는 아름다웠다                                |      |
| 18   | 2월 24일  | 그녀의 시작은 26만원이었다                       |      |
| 19   | 3월 3일   | 별을 만드는 옷신령                               |      |
| 19   | 3월 3일   | 가위손이라 불리는 사나이                         |      |
| 19   | 3월 3일   | 마음으로 쓴 편지 1225통                          |      |
| 20   | 3월 10일  | 한 구멍만 판 남자                                |      |
| 20   | 3월 10일  | 강단에 선 운전사                                 |      |
| 20   | 3월 10일  | 아내는 장군! 남편은 참모?                        |      |
| 21   | 3월 17일  | 복덕방에서 용났어요                              |      |
| 21   | 3월 17일  | 수줍은 남자의 화려한 변신                        |      |
| 21   | 3월 17일  | 에디슨 장의 부활                                 |      |
| 22   | 3월 24일  | 발레리노 이원국의 비상                           |      |
| 22   | 3월 24일  | 횡재왕 역전하다                                  |      |
| 22   | 3월 24일  | 먹는 장사로 80억을 벌다                          |      |
| 23   | 3월 31일  | 바느질하는 미용사                                |      |
| 23   | 3월 31일  | 우렁각시의 7전8기                                |      |
| 23   | 3월 31일  | 장난감 집을 짓는 건축기사                        |      |
| 24   | 4월 7일   | 열세살의 독립선언 그리고 서른세살의 성공         |      |
| 24   | 4월 7일   | 도어맨 성공의 문을 열다                          |      |
| 24   | 4월 7일   | 눈물로 뭉친 기막힌 사내들                        |      |
| 25   | 4월 14일  | 돌머리 발명왕                                    |      |
| 25   | 4월 14일  | 테이블 하나로 시작한 성공                        |      |
| 25   | 4월 14일  | 행복한 감자탕 가족                               |      |
| 26   | 4월 21일  | 변기 속에 빠진 남자                              |      |
| 26   | 4월 21일  | 고 과장의 성공 시계                              |      |
| 26   | 4월 21일  | 하늘나라에서 보내온 선물                         |      |
| 27   | 5월 2일   | 음치없인 못살아                                  |      |
| 27   | 5월 2일   | 사장님이 된 보안관                               |      |
| 28   | 5월 9일   | 벽을 움직이는 남자                               |      |
| 28   | 5월 9일   | 라면 박사의 한판승부                             |      |
| 29   | 5월 16일  | 내 성공의 밑천은 사랑                            |      |
| 29   | 5월 16일  | 목욕탕의 황금손                                  |      |
| 30   | 5월 23일  | 그녀의 시작은 서른여덟                           |      |
| 30   | 5월 23일  | 황씨 부자(父子)의 마지막 전쟁                    |      |
| 31   | 5월 30일  | 요리신전 음식남녀                                |      |
| 31   | 5월 30일  | 화장실에 빠진 남자                               |      |
| 32   | 6월 6일   | 가요계의 황금 손!                                |      |
| 32   | 6월 6일   | 보초병이 된 개미                                 |      |
| 33   | 6월 13일  | 로봇쿡이라 불리는 사나이!                        |      |
| 33   | 6월 13일  | 말 못하는 팔자? 말로 먹는 인생!                  |      |
| 34   | 6월 20일  | 프로 장사꾼의 10억 벌기!                         |      |
| 34   | 6월 20일  | 승부사의 여름 사냥                               |      |
| 35   | 6월 27일  | 천의 미각을 지닌 남자                            |      |
| 35   | 6월 27일  | 구두맨 원길씨의 남아일언중천금                   |      |
| 36   | 7월 4일   | 행운맨의 신대륙발견                              |      |
| 36   | 7월 4일   | 오천평여사 그녀의 시작은 한평반                  |      |
| 37   | 7월 11일  | 꿈꾸는 아버지의 시린 성공                        |      |
| 37   | 7월 11일  | 귀마개 소년의 비상(飛上)                         |      |
| 38   | 7월 18일  | 튀는 여자의 튀는 성공법                          |      |
| 38   | 7월 18일  | 웃겨야 사는 남자                                 |      |
| 39   | 7월 25일  | 내일을 준비하는 남자                             |      |
| 39   | 7월 25일  | 겁없는 남자의 배짱승부                           |      |
| 40   | 8월 1일   | 두바퀴로 가는 내 인생                            |      |
| 40   | 8월 1일   | 어둠과의 전쟁 그 후                              |      |
| 41   | 8월 8일   | 개미같은 여자의 대발견                           |      |
| 41   | 8월 8일   | 사장님은 스무살                                  |      |
| 42   | 8월 15일  | 고개숙인 아버지의 행복찾기                       |      |
| 42   | 8월 15일  | 집념맨의 한 우물 성공법                          |      |
| 43   | 8월 22일  | 링컨과 초콜릿                                    |      |
| 43   | 8월 22일  | 현근씨가 본 렌즈 밖 세상                         |      |
| 44   | 8월 29일  | 그의 마지막 희망은 사람                          |      |
| 44   | 8월 29일  | 엄마의 홀로서기                                  |      |
| 45   | 9월 5일   | 산골 소년의 홀로서기                             |      |
| 45   | 9월 5일   | 법대로 사는 남자                                 |      |
| 46   | 9월 19일  | 가위를 사랑한 남자                               |      |
| 46   | 9월 19일  | 아줌마의 힘!                                     |      |
| 47   | 9월 26일  | 한 팔로 홀인원한 사나이                          |      |
| 47   | 9월 26일  | 야타족 청년의 화려한 변신!                       |      |
| 48   | 10월 3일  | 100명의 주인공들이 말하는 성공비결 세가지!!      |      |
| 49   | 10월 10일 | 10달러의 기적!                                   |      |
| 49   | 10월 10일 | 아버지의 이름으로                                |      |
| 50   | 10월 17일 | 작은 거인은 쉬지 않는다                          |      |
| 50   | 10월 17일 | 외다리 승부사                                    |      |
| 51   | 10월 24일 | 손톱을 붙인 남자                                 |      |
| 51   | 10월 24일 | 소년, 마담이 되다                                |      |
| 52   | 10월 31일 | 호기심으로 우뚝 선 사나이                        |      |
| 52   | 10월 31일 | 패션계의 청년불패(靑年不敗)                      |      |
| 53   | 11월 7일  | 화장품 먹는 女子                                 |      |
| 53   | 11월 7일  | 3만원으로 100억원 만들기                         |      |
| 54   | 11월 14일 | 허벌난 억척부부의 인천상륙작전                   |      |
| 54   | 11월 14일 | 친구와 성공 사이                                 |      |
| 55   | 11월 21일 | 아들에게 보내는 아주 특별한 선물                 |      |
| 55   | 11월 21일 | 손끝에 인생을 건 사나이                          |      |
| 56   | 11월 28일 | 어머니와 두 남자                                 |      |
| 56   | 11월 28일 | 걸레와의 전쟁                                    |      |
| 57   | 12월 5일  | 된장 속에서 건진 5년 만의 성공                   |      |
| 57   | 12월 5일  | 최후의 결단                                      |      |
| 58   | 12월 12일 | 꿈을 굽는 사나이                                 |      |
| 58   | 12월 12일 | 뚝심 男의 PR 시대                                |      |
| 59   | 12월 19일 | 꼴찌 도사의 앞지르기 한판                        |      |
| 59   | 12월 19일 | 수리수리 마수리 얍!                              |      |
| 60   | 12월 26일 | 시골처녀, 세상과의 한판승부                      |      |

### 2002년
| 회차 | 방송일    | 제목                                          | 비고 |
| ---- | --------- | --------------------------------------------- | ---- |
| 61   | 1월 2일   | 김용이 부르는 망향의 노래                     |      |
| 62   | 1월 9일   | 아버지의 소원                                 |      |
| 63   | 1월 16일  | 사선에서 돌아온 사나이                        |      |
| 64   | 1월 23일  | 콩쥐가 찾은 유리구두                          |      |
| 64   | 1월 23일  | 지금은 잠복근무중                             |      |
| 65   | 1월 30일  | 나는 장남이로소이다!                          |      |
| 65   | 1월 30일  | 꽃밭에서 노는 남자                            |      |
| 66   | 2월 6일   | 라면에 울고 라면에 웃는~                      |      |
| 67   | 2월 20일  | 묵으로 뒤집은 묵사발 인생                     |      |
| 68   | 2월 27일  | 세 번 거듭난 사나이                           |      |
| 69   | 3월 6일   | 된장과 성공의 공통점                          |      |
| 69   | 3월 6일   | 열아홉에 억만장자 되다                        |      |
| 70   | 3월 20일  | 통닭 아줌마 찜닭 사장님 되다                  |      |
| 70   | 3월 20일  | 국 퍼주는 부부의 성공 탈환 작전               |      |
| 71   | 3월 27일  | 新 전병과자의 전성시대                        |      |
| 71   | 3월 27일  | 샴푸맨의 4전 5기                              |      |
| 72   | 4월 10일  | 빨간 양말 성공기                              |      |
| 73   | 4월 24일  | 맨발에서 명장까지!                            |      |
| 73   | 4월 24일  | 만두 여사의 대발견                            |      |
| 74   | 5월 8일   | 줄자와 컴퓨터                                 |      |
| 74   | 5월 8일   | 두부장수에서 경륜선수까지!                    |      |
| 75   | 5월 15일  | 옷에 죽고 옷에 살다                           |      |
| 75   | 5월 15일  | 술은 발명의 어머니?                           |      |
| 76   | 5월 22일  | 불운한 사나이의 성공 만들기                   |      |
| 76   | 5월 22일  | 날마다 쇼하는 남자                            |      |
| 77   | 5월 29일  | 200원 아빠의 200억 스트라이크                 |      |
| 77   | 5월 29일  | 억척 고모와 조카들                            |      |
| 78   | 6월 12일  | 도둑 잡는 사나이                              |      |
| 79   | 6월 19일  | 아버지와 아들                                 |      |
| 80   | 6월 26일  | 억척 며느리의 오뚝이 인생                     |      |
| 81   | 7월 3일   | 역경을 이긴 황금발 1화: 박지성과 개구리 아빠  |      |
| 81   | 7월 3일   | 역경을 이긴 황금발 2화: 김남일, 아버지의 눈물 |      |
| 82   | 7월 10일  | 심봉사의 끝없는 도전!                         |      |
| 82   | 7월 10일  | Reds! 내가 만든 월드컵                        |      |
| 83   | 7월 17일  | 아버지의 이름으로                             |      |
| 84   | 7월 24일  | 나는 진드기가 싫어요                          |      |
| 84   | 7월 24일  | 튀김 박사와 아이스크림                        |      |
| 85   | 7월 31일  | 내 인생은 불꽃                                |      |
| 85   | 7월 31일  | 발명왕 안디슨                                 |      |
| 86   | 8월 7일   | 남산과의 약속                                 |      |
| 87   | 8월 14일  | 망해야 사는 남자                              |      |
| 88   | 8월 21일  | 우산맨의 4전 5기                              |      |
| 89   | 8월 28일  | 매일 밥 태우는 남자                           |      |
| 90   | 9월 4일   | 매일 화장하는 남자                            |      |
| 91   | 9월 11일  | 맨주먹의 호텔리어                             |      |
| 92   | 9월 18일  | 자장면과 증권                                 |      |
| 93   | 9월 25일  | '안방 방앗간' 사나이                          |      |
| 94   | 10월 2일  | 냄새를 잡는 남자                              |      |
| 95   | 10월 9일  | 으랏차차 태권 보이                            |      |
| 96   | 10월 16일 | 물을 돈으로 바꾼 사나이                       |      |
| 97   | 10월 23일 | 쥐포 총각의 홀로서기 30년                     |      |
| 98   | 10월 30일 | 벼랑 끝에 매달린 사나이                       |      |
| 99   | 11월 6일  | 왕소금의 군밤 타령                            |      |
| 99   | 11월 6일  | 위대한 유산                                   |      |
| 100  | 11월 13일 | 휠체어를 탄 미스터 코리아                     |      |
| 100  | 11월 13일 | 왕눈이의 흑삼(黑蔘)시대                       |      |
| 101  | 11월 20일 | 야인천하를 꿈꾸는 사나이                      |      |
| 102  | 11월 27일 | 감자탕의 기적                                 |      |
| 102  | 11월 27일 | 화장을 못하는 여자                            |      |
| 103  | 12월 4일  | 치킨 맛의 승부사                              |      |
| 103  | 12월 4일  | 김치 엄마 파이팅                              |      |
| 104  | 12월 11일 | 춤추는 승부사의 쉘 위 댄스                    |      |
| 105  | 12월 18일 | 빨래 삶는 남자                                |      |
| 105  | 12월 18일 | 맛있는 벽지                                   |      |
| 106  | 12월 25일 | 크리스마스 선물                               |      |
| 106  | 12월 25일 | 따뜻한 옷 이야기                              |      |

### 2003년
| 회차           | 방송일   | 제목                          | 비고 |
| -------------- | -------- | ----------------------------- | ---- |
| 107            | 1월 8일  | 명랑미용사 성공기             |      |
| 108            | 1월 15일 | 시련의 부대찌개               |      |
| 108            | 1월 15일 | 맥주병 아줌마의 사모곡        |      |
| 109            | 1월 22일 | 란제리를 입는 男子            |      |
| 109            | 1월 22일 | 어머니의 밥상                 |      |
| 110            | 1월 29일 | 아웃사이더의 세상속으로       |      |
| 111            | 2월 5일  | 돼지띠 중호씨의 인생은 50부터 |      |
| 111            | 2월 5일  | 마술에 걸린 여자              |      |
| 112            | 2월 12일 | 냄새 사냥꾼의 칠전팔기        |      |
| 112            | 2월 12일 | 빛나는 실의 기적              |      |
| 113            | 2월 19일 | 보석을 찾은 남자              |      |
| 113            | 2월 19일 | 내 사랑 발바닥                |      |
| 114            | 2월 26일 | 양털 아줌마의 홀로서기        |      |
| 115            | 3월 5일  | '정직'씨의 옹고집 치킨        |      |
| 116            | 3월 19일 | 링거 주사를 꽂고 다니는 여자  |      |
| 117            | 3월 26일 | 200만원으로 일군 신화         |      |
| 118            | 4월 2일  | 자석 사나이의 집념            |      |
| 119            | 4월 9일  | 아주 특별한 약속              |      |
| 120            | 4월 23일 | 팔자를 이겨라                 |      |
| 121            | 4월 30일 | 새(鳥)로 찾은 꿈              |      |
| 122 (마지막회) | 5월 7일  | 결혼에 목숨 건 남자           |      |

## 같이 보기
- 행복주식회사 (MBC TV)
- 서민갑부 (채널A)